# Inga Češulienė
Inga Češulienė (geboortenaam Čilvinaitė) (Vilnius, 14 februari 1986) is een professioneel wielrenster uit Litouwen.

## Carrière
Ze werd op 19-jarige leeftijd Litouws kampioene op de weg bij de elite in 2005. Vanaf 2009 reed ze vijf jaar voor de Italiaans-Litouwse ploeg Safi-Pasta Zara. In de Ronde van Vlaanderen 2010 werd ze elfde door de sprint te winnen van het peloton, op bijna twee minuten achter winnares Grace Verbeke. In augustus van dat jaar won ze met een solo de tweede etappe van de Trophée d'Or. In september 2012 won ze in een massasprint de derde etappe van de Giro della Toscana. In februari 2013 won ze twee etappes van de Ronde van Costa Rica en daarmee ook het eindklassement en tevens het bergklassement.
In 2014 kwam ze uit voor het Russische RusVelo en in maart van dat jaar won ze de slotrit van de Ronde van El Salvador, maar werd vanaf die datum geschorst voor achttien maanden vanwege het gebruik van octopamine.
In 2019 keerde ze terug en in 2020 werd ze voor de derde keer nationaal kampioene op de weg. In 2021 won ze zowel de nationale titel op de weg als in de tijdrit. In 2021 en 2022 reed ze voor de Italiaanse wielerploeg Aromitalia-Basso Bikes-Vaiano. In augustus 2022 reed ze tijdens het Europees kampioenschap in München haar laatste wedstrijd.

## Erelijst

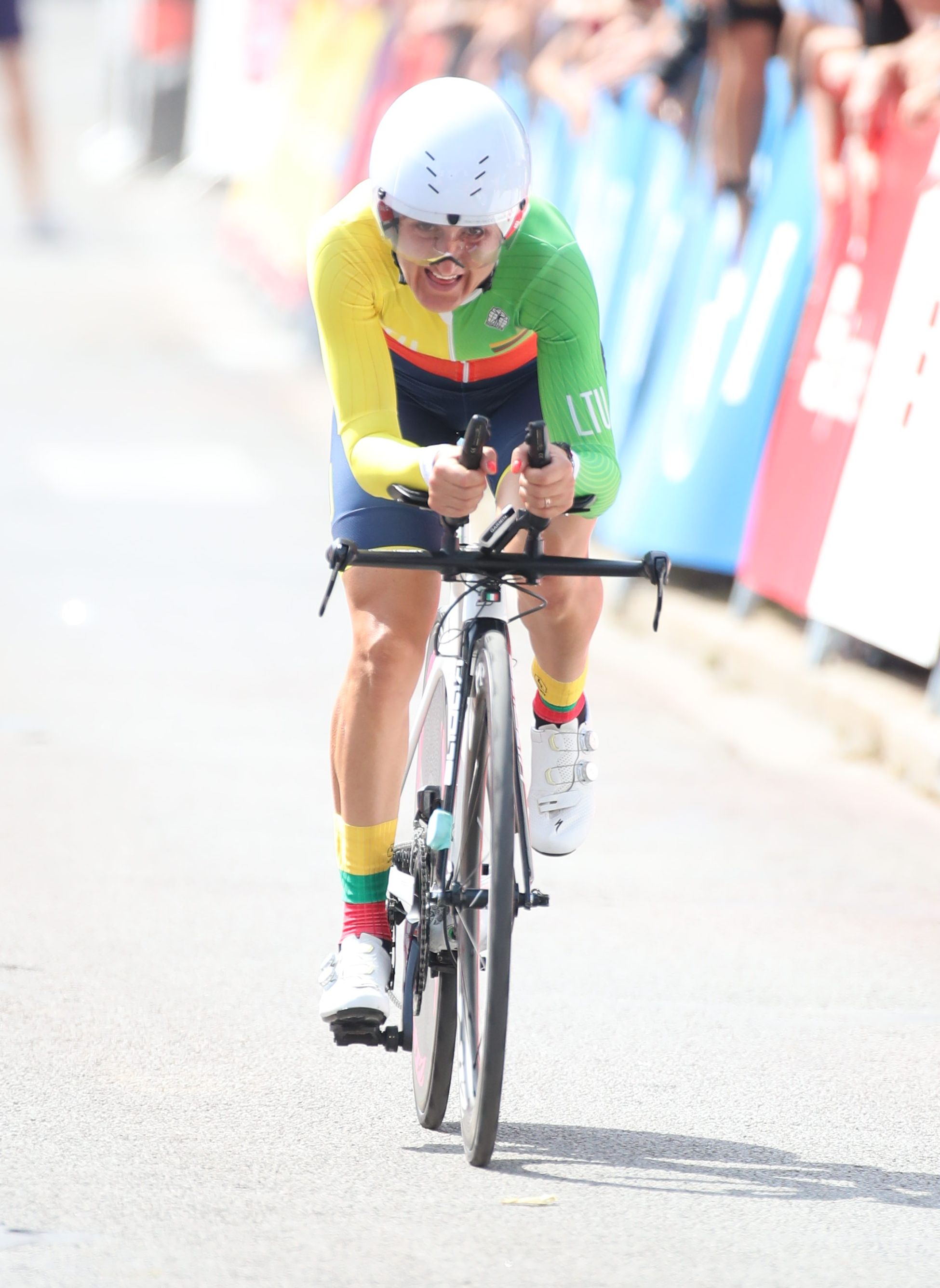
Tijdens het EK tijdrijden 2022 in München.

2005
 Litouws kampioene op de weg, elite
2008
 Litouws kampioenschap op de weg
2010
2e etappe Trophée d'Or
2011
 Litouws kampioenschap op de weg
2012
 Litouws kampioene op de weg, elite
3e etappe Giro della Toscana
2013
 Litouws kampioene tijdrijden, elite
Eind- en bergklassement Ronde van Costa Rica
2e etappe (tijdrit) Ronde van Costa Rica
4e etappe Ronde van Costa Rica
2014
5e etappe Ronde van El Salvador
2019
 Litouws kampioenschap op de weg
2020
 Litouws kampioene op de weg, elite
 Litouws kampioenschap tijdrijden
2021
 Litouws kampioene op de weg, elite
 Litouws kampioene tijdrijden, elite
2022
 Litouws kampioene tijdrijden, elite
 Litouws kampioenschap op de weg

### Resultaten in voornaamste wedstrijden
| Jaar | Ronde van Vlaanderen | Trofeo Alfredo Binda | Waalse Pijl | Classic Lorient Agglomération |  | WK op de weg |
| ---- | -------------------- | -------------------- | ----------- | ----------------------------- |  | ------------ |
| 2005 | buit.tijd            |                      |             |                               |  |              |
| 2008 |                      |                      |             |                               |  | 90e          |
| 2009 |                      | 37e                  | 37e         | 32e                           |  | opgave       |
| 2010 | 11e                  | 23e                  |             | buit.tijd                     |  | 73e          |
| 2011 |                      |                      | opgave      | 64e                           |  | 77e          |
| 2012 | 53e                  | opgave               | 103e        |                               |  | 22e          |
| 2013 | 16e                  | 20e                  | 75e         |                               |  | 42e          |
| 2014 | uitgesl.             | uitgesl.             |             |                               |  |              |
| 2021 | 98e                  | opgave               |             |                               |  | 115e         |
| 2022 |                      | 63e                  |             |                               |  |              |

## Ploegen
- 2009 —  Safi-Pasta Zara-Titanedi
- 2010 —  Safi-Pasta Zara
- 2011 —  Diadora-Pasta Zara
- 2012 —  Diadora-Pasta Zara
- 2013 —  Pasta Zara-Cogeas
- 2014 —  RusVelo
- 2021 —  Aromitalia-Basso Bikes-Vaiano
- 2022 —  Aromitalia-Basso Bikes-Vaiano